# Nationalstraße 7 (Japan)
Die Nationalstraße 7 (jap. 国道7号, Kokudō 7-gō) ist eine wichtige Nord-Süd-Straße in Japan und durchquert die japanische Hauptinsel Honshū von Niigata bis Aomori. 

## Verlauf
- Präfektur Niigata
  - Niigata – Shibata – Tainai – Murakami
- Präfektur Yamagata
  - Tsuruoka – Sakata
- Präfektur Akita
  - Nikaho – Yurihonjō – Akita – Katagami – Noshiro – Kita-Akita – Ōdate
- Präfektur Aomori
  - Hirakawa – Hirosaki – Aomori